# 4-硝基联苯
4-硝基联苯是一种有机化合物，化学式为C
6H
5–C
6H
4NO
2，它是三种硝基联苯的同分异构体之一。它可由联苯的硝化反应制得。它在钯催化下可以被氢气或硼氢化钠还原为4-氨基联苯，或被水合肼还原为N-羟基-4-氨基联苯。